# Børneringen
Børneringen er en non-profit paraplyorganisation der består af en række selvejende, private daginstitutioner og klubber for børn og unge.
Børneringen har eksisteret siden 1941 og i dag har Børneringen tæt på 100 medlemsinstitutioner fordelt på hele Sjælland.
Formålet med Børneringen er, at yde service og hjælp til medlemsinstitutionerne indenfor det administrative. Der bliver lagt vægt på et godt fagligt fællesskab for institutionerne, ledelse og bestyrelse, Børneringen tilbyder derudover kurser, temadage, studieture, konferencer og forskellige faglige netværk. Udgangspunktet er, at give de bedste vilkår til institutionerne, så de er i stand til at skabe udviklende og trygge rammer for børnene.
Børneringen arbejder for at styrke mangfoldighed, sikre gode vilkår og kvalitet i dagtilbud. Der er fokus på at styrke den selvejende driftsform – uanset om institutionerne er etableret som selvejende med driftsoverenskomst eller selvejende godkendt til privat drift.

## Historien
Selve Børneringen bliver dannet i 1941 af Ingeborg Christiansen, hendes mål var at oprette en ring af børnehaver, deraf navnet Børneringen. I den spæde begyndelse bestod Børneringen af tre børnehaver i det indre København. Ingeborg Christiansen kaldte det: ”En Ring til Værn om Københavns Smaabørn” og således blev paraplyorganisation ”Børneringen” til. Ingeborgs mission var klar: ”Børn skal ha’ det godt” og den dag i dag er det stadig Børneringens formål.
Da Børneringen blev dannet i 1941, var Danmark allerede besat af Tyskland (siden 9. april 1940) og 2. verdenskrig var i fuld gang. Med Børneringen så Ingeborg Christiansen en mulighed for at opbygge et demokratisk værn på et både dansk og kristent grundlag imod den tyske nazificering. Ingeborg Christiansen allierede sig med Misse Madsen, gift med direktøren for Statens Seruminstitut Thorvald Madsen, og fru stiftamtmand Asta Haugen-Johansen som Børneringens medstiftere.
Børneringens mål var at oprette og planlægge nye vuggestuer og børnehaver, fritidshjem og -klubber, der var lederejede eller selvejende, og lægge pres på politikerne for at få gennemført en reform af den eksisterende lovgivning om offentligt tilskud til disse grene af den forebyggende børneforsorg. 
De første institutioner i København var: Algade 8, Gammel Kongevej 43 og Bramslykkevej 36 - dengang havde institutionerne navn efter adresse. Allerede i 1942 kom der endnu 4 helt nye institutioner til og organisationen voksede. Børneringen steg forsat i medlemsantal og i 1963 var tallet oppe på 17 institutioner. I dag er antallet af tilknyttede institutioner over tæt på de 100.
Ingeborg Christiansen var formand for Børneringen fra 1941 til 1951 og fortsatte som forretningsfører for Børneringen frem til 1963, 80 år gammel. Ud over at have skabt Børneringen var Ingeborg Christiansen også en af grundlæggerne af fobu sammen med kommunelægen Richard Kjer-Petersen i 1915. Sammen oprettede de Københavns første to børnehaver i 1915, hvor Ingeborg Christiansen var næstformand og Richard Kjer-Petersen var formand.
Ingeborg Christiansen modtog i1951 Den Kongelige Belønningsmedalje i guld og blev derefter i 1955 ridder af 1. grad af Dannebrogordenen.

## Kongeligt protektorat
Børneringen har været under kongeligt protektorat siden 1943 – først med Dronning Ingrid, der var en dedikeret støtte og nær ven af Børneringen. I 2000 overtog Hendes Majestæt Dronning Margrethe protektoratet og hun deltog i Børneringens børnefestival i 2021, hvor Børneringens 80-års jubilæum blev fejret.
I 2024 trådte Dronning Margrethe tilbage og overdrog tronen til sin søn, Hans Majestæt Kong Frederik. Med abdikationen sagde hun også farvel til mange af sine protektorater, herunder Børneringen.